# Штурм
Штурм (від нім. Sturm — «напад», «приступ») — спосіб захоплення фортець, великих міст або сильно захищених районів.
За часів козаччини ця військова дія називалася питомим українським словом приступ.
Замість брати штурмом козаки говорили брати приступом.